# Água Preta
Água Preta és un municipi brasiler de l'estat de Pernambuco. El municipi està format pels districtes de Àgua Preta, Santa Terezinha i pel poblat de Agrovila Liberal. Es localitza a una latitud 08º42'27" sud i a una longitud 35º31'50" oest, estant a una altitud de 93 metres. La seva població estimada el 2007 era de 29.391 habitants. L'àrea municipal és de 543 km².

## Hidrografia
Água Preta està dins de la conca hidrogràfica del riu Una i del riu Sirinhaém